# Campeonato Europeu de Atletismo Sub-18 de 2018
O Campeonato Europeu de Atletismo Sub-18 de 2018 foi a 2ª edição do torneio para atletas com idade até 18 anos, classificados como sub-18. Essa foi a primeira edição com nova nomenclatura, sendo organizado pela Associação Europeia de Atletismo no Parque Esportivo Olímpico, em Győr, na Hungria, entre 5 a 8 de julho de 2018. Foram disputadas 40 provas, tendo como destaque a Grã Bretanha com 9 medalhas no total, sendo 6 de ouro. 

## Resultados
Esses foram os resultados do campeonato. 

### Masculino
| Evento                | Ouro | Ouro        | Prata                                                                                    | Prata         | Bronze | Bronze      |
| --------------------- | --- | ----------- | ---------------------------------------------------------------------------------------- | ------------- | --- | ----------- |
| 100 m                 | Raphael Bouju · Países Baixos                                                                             | 10.64       | Dominik Illovszky · Hungria                                                              | 10.70         | Pål Haugen Lillefosse · Noruega                                                                                        | 10.72 NjR   |
| 200 m                 | Alexander Czysch · Alemanha                                                                               | 21.15 =     | Daniel Regenfuß · Alemanha                                                               | 21.19         | Jiří Pechar · Chéquia                                                                                                  | 21.31       |
| 400 m                 | Lorenzo Benati · Itália                                                                                   | 46.85 , NjR | Ethan Brown · Grã-Bretanha                                                               | 46.87         | Ludovic Oucéni França                                                                                                  | 47.01       |
| 800 m                 | Max Burgin · Grã-Bretanha                                                                                 | 1:47.36     | Eric Guzmán · Espanha                                                                    | 1:49.19       | João Miguel Peixoto · Portugal                                                                                         | 1:49.42 NjR |
| 1.500 m               | Kane Elliott · Grã-Bretanha                                                                               | 3:55.26     | Bence Apáti · Hungria                                                                    | 3:55.53       | Andrej Paulíny · Eslováquia                                                                                            | 3:55.58 NjR |
| 3.000 m               | Thomas Keen · Grã-Bretanha                                                                                | 8:27.38     | Ömer Amaçtan · Turquia                                                                   | 8:28.04       | Ryan Oosting · Países Baixos                                                                                           | 8:28.22     |
| 110 m com barreiras   | Sam Bennett · Grã-Bretanha                                                                                | 13.19       | Kenny Fletcher França                                                                    | 13.49         | Nick Rüegg · Suíça | 13.74       |
| 400 m com barreiras   | Martin Fraysse · FrançaDániel Huller · Hungria                                                            | 50.630      | Não concedido                                                                            | Não concedido | Karl Johnson · Grã-Bretanha                                                                                            | 50.90 NjR   |
| 2.000 m com obstáculo | Baptiste Guyon França                                                                                     | 5:43.92     | Pol Oriach · Espanha                                                                     | 5:46.81       | Etson Barros · Portugal                                                                                                | 5:49.79 NjR |
| Revezamento medley    | Itália · Federico Manini · Federico Guglielmi · Francesco Domenico Rossi · Lorenzo Benati · Luca Pierani* | 1:53.01 EjL | Turquia · Konuralp Tiritoğlu · Kaan Gacar · Kubilay Ençu · Ilyas Çanakçı · Tibet Sancak* | 1:53.84       | Polónia · Rafał Łupiński · Adam Łukomski · Jakub Pająk · Mikołaj Kotyra · Szymon Szachniewicz* · Patryk Grzegorzewicz* | 1:53.97     |
| 10 km marcha atlética | Davide Finocchietti · Itália                                                                              | 45:01.33    | Aldo Andrei · Itália                                                                     | 45:03.50      | Özgür Topsakal · Turquia                                                                                               | 45:09.22    |
| Salto em altura       | Dominic Ogbechie · Grã-Bretanha                                                                           | 2.16 =      | Oleh Doroshchuk · Ucrânia                                                                | 2.13          | Nikola Mujanović · Sérvia                                                                                              | 2.10        |
| Salto com vara        | Pål Haugen Lillefosse · Noruega                                                                           | 5.46        | Baptiste Thiery França                                                                   | 5.30          | Eerik Haamer · Estónia                                                                                                 | 5.10 NjR    |
| Salto em distância    | Nick Schmahl · Alemanha                                                                                   | 7.60        | Davide Favro · Itália                                                                    | 7.29          | Bryan Mucret França | 7.22        |
| Salto triplo          | Batuhan Çakır · Turquia                                                                                   | 15.62       | Carl af Forselles · Suécia                                                               | 15.36         | Rustam Mammadov · Azerbaijão                                                                                           | 15.16       |
| Arremesso de peso     | Aliaksei Aleksandrovich · Bielorrússia                                                                    | 20.97 NjR   | Carmelo Musci · Itália                                                                   | 20.37         | Piotr Goździewicz · Polónia                                                                                            | 18.88       |
| Lançamento de disco   | Yasiel Brayan Sotero · Espanha                                                                            | 64.31       | Fabian Weinberg · Noruega                                                                | 58.84         | Gracjan Kozak · Polónia                                                                                                | 57.76       |
| Lançamento de martelo | Myhaylo Kokhan · Ucrânia                                                                                  | 87.82 WjR   | Valentin Andreev · Bulgária                                                              | 81.41 NjR     | Tomasz Ratajczyk · Polónia                                                                                             | 76.01       |
| Lançamento de dardo   | Marek Mucha · Polónia                                                                                     | 80.01       | Gerasimos Kalogerakis · Grécia                                                           | 77.45         | Topias Laine · Finlândia                                                                                               | 75.83       |
| Decatlo               | Aleksandr Komarov Atletas Neutros Autorizados                                                             | 7703        | Oļegs Kozjakovs · Letónia                                                                | 7663          | Sven Jansons · Países Baixos                                                                                           | 7604        |

Nota: * Indica que a atleta só competiu nas baterias e recebeu medalhas.

### Feminino
| Evento                | Ouro | Ouro          | Prata | Prata     | Bronze                                                                   | Bronze        |
| --------------------- | --- | ------------- | --- | --------- | ------------------------------------------------------------------------ | ------------- |
| 100 m                 | Guðbjörg Jóna Bjarnadóttir · Islândia                                                                   | 11.741        | Pamera Losange · FrançaBoglárka Takács · Hungria                                                                           | 11.747    | Não concedido                                                            | Não concedido |
| 200 m                 | Rhasidat Adeleke · Irlanda                                                                              | 23.52 EjL     | Gemima Joseph França | 23.60 NjR | Guðbjörg Jóna Bjarnadóttir · Islândia                                    | 23.73 NjR     |
| 400 m                 | Barbora Malíková · Chéquia                                                                              | 52.66         | Marie Scheppan · Alemanha                                                                                                  | 52.82     | Olesya Soldatova Atletas Neutros Autorizados                             | 53.09         |
| 800 m                 | Keely Hodgkinson · Grã-Bretanha                                                                         | 2:04.84       | Sophie O'Sullivan · Irlanda                                                                                                | 2:06.05   | Gaël de Coninck · Suécia                                                 | 2:06.14       |
| 1.500 m               | Sarah Healy · Irlanda                                                                                   | 4:18.71       | Emily Williams · Grã-Bretanha                                                                                              | 4:22.11   | Klaudia Kazimierska · Polónia                                            | 4:22.90       |
| 3.000 m               | Sarah Healy · Irlanda                                                                                   | 9:18.05       | İnci Kalkan · Turquia | 9:24.01   | Alessia Zarbo França                                                     | 9:25.25       |
| 100 m com barreiras   | Martine Hjørnevik · Noruega                                                                             | 13.26 EjL     | Zoë Sedney · Países Baixos                                                                                                 | 13.34     | Johanna Plank · Áustria                                                  | 13.40 NjR     |
| 400 m com barreiras   | Gisèle Wender · Alemanha                                                                                | 58.88         | Emma Silvestri · Itália | 59.04     | Lena Pressler · Áustria                                                  | 59.11 NjR     |
| 2.000 m com obstáculo | Léna Lebrun França                                                                                      | 6:35.41 WjL   | Claire Palou França | 6:39.20   | Paula Schneiders · Alemanha                                              | 6:40.00       |
| Revezamento medley    | Itália · Rebecca Menchini · Noemi Cavalleri · Alessia Cappabianca · Chiara Gherardi · Eleonora Foudraz* | 2:07.46 , NjR | Chéquia · Tereza Marková · Barbora Šplechtnová · Veronika Milotová · Barbora Malíková · Barbora Hůlková* · Denisa Folková* | 2:09.41   | Roménia · Bianca Toader · Vanessa Balaci · Maria Scrob · Adina Cîrciogel | 2:09.99       |
| 5 km marcha atlética  | Hanna Zubkova · Bielorrússia                                                                            | 22:45.47      | Olga Fiaska · Grécia | 23:39.12  | Simona Bertini · Itália                                                  | 24:18.80      |
| Salto em altura       | Yaroslava Mahuchikh · Ucrânia                                                                           | 1.94          | Jessica Kähärä · Finlândia                                                                                                 | 1.83      | Maria Kochanova Atletas Neutros Autorizados                              | 1.83          |
| Salto com vara        | Leni Wildgrube · Alemanha                                                                               | 4.26          | Emma Brentel França | 4.16 NjR  | Krystsina Kantsavienka · Bielorrússia                                    | 4.00          |
| Salto em distância    | Tilde Johansson · Suécia                                                                                | 6.33          | Emma Piffaretti · Suíça | 6.25      | Spiridoula Karidi · Grécia                                               | 6.23 NjR      |
| Salto triplo          | María Vicente · Espanha                                                                                 | 13.95         | Aleksandra Nacheva · Bulgária                                                                                              | 13.88     | Jessica Kähärä · Finlândia                                               | 13.29 NjR     |
| Arremesso de peso     | Lizaveta Dorts · Bielorrússia                                                                           | 17.34         | Nina Capațina · Moldávia                                                                                                   | 17.27     | Alida van Daalen · Países Baixos                                         | 17.08         |
| Lançamento de disco   | Violetta Ignatyeva Atletas Neutros Autorizados                                                          | 54.56         | Alida van Daalen · Países Baixos                                                                                           | 52.93     | Özlem Becerek · Turquia                                                  | 51.93         |
| Lançamento de martelo | Valeriya Ivanenko · Ucrânia                                                                             | 73.25         | Sara Killinen · Finlândia                                                                                                  | 69.52     | Stavroula Kosmidou · Grécia                                              | 65.98         |
| Lançamento de dardo   | Aliaksandra Konshyna · Bielorrússia                                                                     | 56.71         | Münevver Hancı · Turquia                                                                                                   | 56.28     | Gedly Tugi · Estónia                                                     | 55.28 NjR     |
| Heptatlo              | María Vicente · Espanha                                                                                 | 6221 WjR,     | Kristīne Blaževiča · Letónia                                                                                               | 5629      | Chiara-Belinda Schuler · Áustria                                         | 5615          |

Nota: * Indica que o atleta só competiu nas baterias e recebeu medalhas.

## Quadro de medalhas
| Ordem | País                            | Medalha de ouro | Medalha de prata | Medalha de bronze | Total |
| ----- | ------------------------------- | --------------- | ---------------- | ----------------- | ----- |
| 1     | Grã-Bretanha                    | 6               | 2                | 1                 | 9     |
| 2     | Itália                          | 4               | 4                | 1                 | 9     |
| 3     | Alemanha                        | 4               | 2                | 1                 | 7     |
| 4     | Bielorrússia                    | 4               | 0                | 1                 | 5     |
| 5     | França                          | 3               | 6                | 3                 | 12    |
| 6     | Espanha                         | 3               | 2                | 0                 | 5     |
| 7     | Irlanda                         | 3               | 1                | 0                 | 4     |
| 7     | Ucrânia                         | 3               | 1                | 0                 | 4     |
| 9     | Noruega                         | 2               | 1                | 1                 | 4     |
|       | Atletas Neutros Autorizados [1] | 2               | 0                | 2                 | 4     |
| 10    | Turquia                         | 1               | 4                | 2                 | 7     |
| 11    | Hungria                         | 1               | 3                | 0                 | 4     |
| 12    | Países Baixos                   | 1               | 2                | 3                 | 6     |
| 13    | Chéquia                         | 1               | 1                | 1                 | 3     |
| 13    | Suécia                          | 1               | 1                | 1                 | 3     |
| 15    | Polónia                         | 1               | 0                | 5                 | 6     |
| 16    | Islândia                        | 1               | 0                | 1                 | 2     |
| 17    | Finlândia                       | 0               | 2                | 2                 | 4     |
| 17    | Grécia                          | 0               | 2                | 2                 | 4     |
| 19    | Bulgária                        | 0               | 2                | 0                 | 2     |
| 19    | Letónia                         | 0               | 2                | 0                 | 2     |
| 21    | Suíça                           | 0               | 1                | 1                 | 2     |
| 22    | Moldávia                        | 0               | 1                | 0                 | 1     |
| 23    | Áustria                         | 0               | 0                | 3                 | 3     |
| 24    | Estónia                         | 0               | 0                | 2                 | 2     |
| 24    | Portugal                        | 0               | 0                | 2                 | 2     |
| 26    | Azerbaijão                      | 0               | 0                | 1                 | 1     |
| 26    | Roménia                         | 0               | 0                | 1                 | 1     |
| 26    | Sérvia                          | 0               | 0                | 1                 | 1     |
| 26    | Eslováquia                      | 0               | 0                | 1                 | 1     |
|       | Total                           | 41              | 40               | 39                | 120   |

Notas
↑[1]   Medalhas ganhas por atletas competindo como Atletas Neutros Autorizados não sendo incluídas na tabela oficial de medalhas. 

## Participantes
Um total de 1.135 atletas de 50 nacionalidades membros da Associação Europeia de Atletismo estão competindo. 
- Albânia (1)
- Andorra (2)
- Armênia (2)
- Áustria (31)
- Atletas Neutros Autorizados(16)
- Azerbaijão (4)
- Bielorrússia (43)
- Bélgica (11)
- Bósnia e Herzegovina (5)
- Bulgária (12)
- Croácia (21)
- Chipre (8)
- Chéquia (48)
- Dinamarca (5)
- Estónia (23)
- Finlândia (38)
- França (42)
- Geórgia (5)
- Alemanha (66)
- Gibraltar (3)
- Grã-Bretanha (40)
- Grécia (22)
- Hungria (78) (anfitrião)
- Islândia (5)
- Irlanda (25)
- Israel (16)
- Itália (54)
- Kosovo (1)
- Letónia (25)
- Lituânia (27)
- Luxemburgo (9)
- Macedônia do Norte (3)
- Malta (3)
- Moldávia (3)
- Mónaco (1)
- Montenegro (1)
- Países Baixos (22)
- Noruega (37)
- Polónia (53)
- Portugal (18)
- Roménia (27)
- San Marino (2)
- Sérvia (17)
- Eslováquia (24)
- Eslovênia (17)
- Espanha (50)
- Suécia (22)
- Suíça (46)
- Turquia (52)
- Ucrânia (49)

Legenda
| Recorde mundial       | Recorde mundial (World record)               |                       | Recorde africano                      | Recorde africano (African) |                                           | Q | Classificado por posição (Qualified) |
| Recorde do campeonato | Recorde do campeonato (Championship record)  | Recorde da América    | Recorde da América (Americas)         | q                          | Classificado por melhor tempo (Qualified) |   |                                      |
| Melhor marca do ano   | Melhor marca do ano (World leading)          | Recorde asiático      | Recorde asiático (Asian)              | DNS                        | Não largou (Did not start)                |   |                                      |
| Recorde nacional      | Recorde nacional (National record)           | Recorde europeu       | Recorde europeu (European)            | DNF                        | Não terminou (Did not finish)             |   |                                      |
| Recorde pessoal       | Recorde pessoal do atleta (Personal best)    | Recorde da Oceania    | Recorde da Oceania (Oceania)          | DSQ / DQ                   | Desclassificado (Disqualified)            |   |                                      |
| Recorde da temporada  | Recorde da temporada do atleta (Season best) | Recorde sul-americano | Recorde sul-americano (South America) | NM                         | Sem marca (No mark)                       |   |                                      |